# 1009
1009 (MIX) fue un año común comenzado en sábado del calendario juliano.

## Acontecimientos
- 14 de febrero: en los anales de Quedlinburg se menciona por primera vez al país de Lituania.
- 15 de febrero: la ciudad palatina de Medina Alzahira, construida por Almanzor para rivalizar con Medina Azahara y gobernada por sus hijos, es asaltada por el enfurecido pueblo de la ciudad de Córdoba, saqueando y destruyendo sus edificios a tal punto que aún hoy se desconoce su ubicación.[1] Tras un levantamiento popular en Córdoba (España), se expulsa al califa Hisham II y a su valido, Abd al-Rahman ibn Sanchul (hijo de Almanzor) del poder, iniciándose la guerra civil que supondría el colapso del Califato de Córdoba.
- 9 de marzo: en la región de Sajonia-Anhalt (en la actual Alemania), en los anales del monasterio de Quedlinburg se menciona por primera vez al país de Lituania.
- 18 de octubre: la Iglesia del Santo Sepulcro es destruida por orden del califa Al-Hákim bi-Amrillah
- En Córdoba (España), Sulaymán sucede a Mohammed II como califa de Córdoba
- En Vietnam se proclama el primer reino independiente de ese país: la dinastía Ly.
- El nombre del papa es retirado de los dípticos del patriarcado de Constantinopla.

## Nacimientos
- Adela de Flandes, condesa de Corbie.
- Go-Suzaku Tennō, 69.º emperador de Japón.
- Honorio II, antipapa.
- Su Xun, poeta chino.
- Toirdelbach Ua Briain, rey de Munster y rey supremo de Irlanda.

## Fallecimientos
- Abderramán Sanchuelo, hijo de Almanzor.
- Bruno de Querfurt, obispo misionero y mártir cristiano, santificado por la Iglesia católica.
- Dedo I de Wettin, conde de Wettin.
- Juan XVIII, papa de la Iglesia católica.
- Ōe no Yoshitoki, poeta japonés.
- Pietro II Orseolo, dux de la República de Venecia.
- Ibn Yunus, matemático y astrónomo egipcio.